# Erdőtelek
Erdőtelek es un pueblo en el condado de Heves, Hungría.

## Ubicación
Se encuentra a 14 km de la capital del condado, Heves y su municipio más próximo es Tenk, 4 kilómetros al sur. Tiene una superficie de 44,9 km2 y una población estimada de 3 256 habitantes (2024).

## Historia
Su primera mención data de 1215, con el nombre de Erdev. El pueblo quedó despoblado durante la ocupación otomana, y se repobló tras la expulsión de los turcos, cuando en 1691 pasó a ser propiedad de János Buttler. El castillo de Erdőtelek fue construido probablemente por el propio János Buttler y su hijo Gábor, quien lo amplió hasta su forma actual. En 1890 pasó a ser propiedad de József Kovács, que transformó el parque del castillo y creó el arboreto de Erdőtelek.